# Norsk lundehund
Norsk lundehund är en hundras från Norge. Den hör till de nordiska jaktspetsarna, men eftersom jakten på lunnefågel sedan länge upphört är den framförallt sällskapshund, lämplig för olika hundsporter.

## Historia
Rasen är också omskriven sedan 1500-talet. 1665 beskrevs den av den italienske prästen och reseskildraren Francesco Negri (1623-1698): "Lunnehunden är en för ändamålet upplärd hund, som de sänder in i de hålor som är för krokiga för att en arm skall kunna nå in och gripa tag i fågeln. Men hundarna för den ena efter den andra till sin herre."
Rasen levde länge isolerat på nordvästra Norges kust, där den användes för fångst av lunnefågel. Efter andra världskriget fanns endast några få individer kvar, de flesta på Værøy i Lofoten. Ett målinriktat och vetenskapligt avelsprogram har medfört att beståndet har ökat, så nu finns det omkring 550 lundehundar i Norge, och lika många utanför landets gränser. Rasen är emellertid inte helt säkrad, så Norsk Lundehund Klubb i Norge och liknande organisationer i andra länder arbetar för rasens bevarande.

## Egenskaper
Lundehunden är vaksam, intelligent och livlig. Den har lätt till skall och är en glad familjehund som är oerhört flockkär.

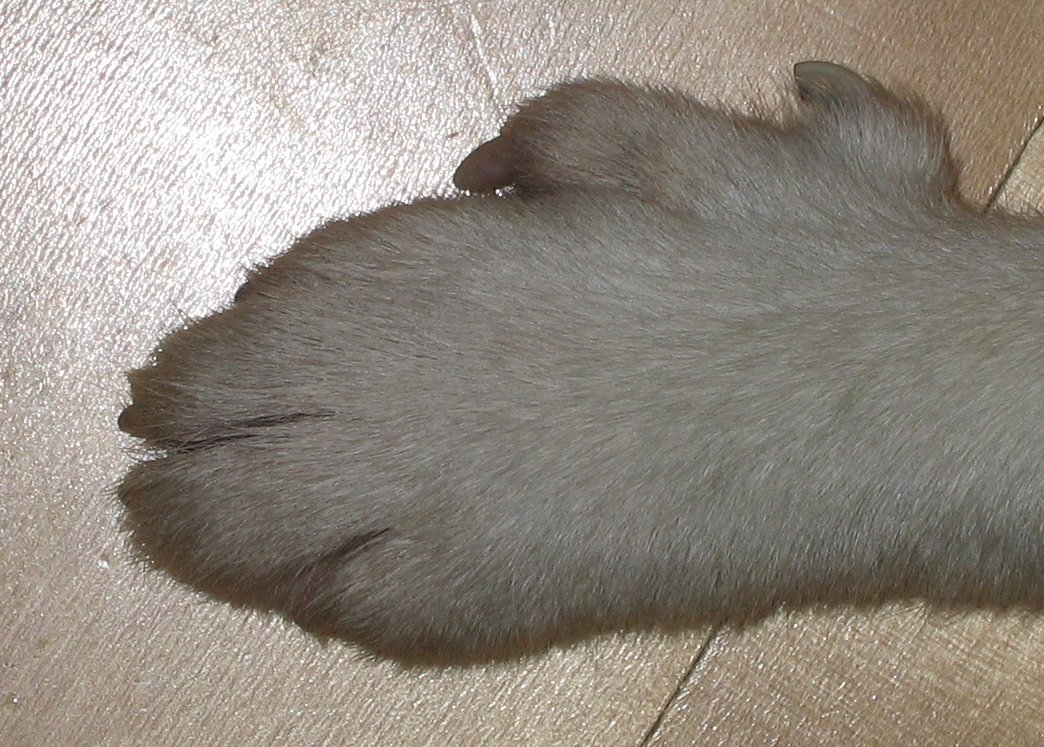
En lundehund har sex tår på varje tass.

## Utseende
Rasen har flera särdrag.  Den har minst sex tår på varje tass och en mycket flexibel skulderled som gör att den kan sträcka frambenen rakt ut åt sidorna, från kroppen. Överrörlighet gör att den kan böja huvudet bakåt över nacken. Muskelsystemet i tår och tassar gör att hunden svänger på ett karakteristiskt sätt med frambenen när den går. Hunden har god rörlighet i öronen och kan därigenom till exempel stänga hörselgången. Rasen har en tand mindre än alla andra hundraser. Dessa fysiska särdrag har utvecklats för den speciella jakten på lunnefågel, genetiska förändringar som med säkerhet tagit hundratals år.